# Kasteel de Robiano

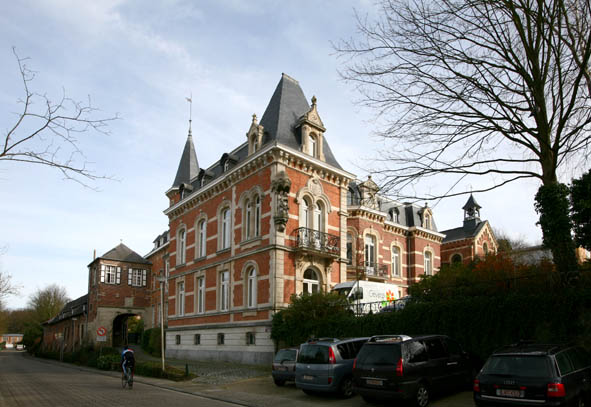
Kasteel de Robiano

Het Kasteel de Robiano is een kasteel in de Vlaams-Brabantse plaats Tervuren, gelegen aan de Hertenbergstraat 6-12.

## Geschiedenis
Het goed werd al in de 14e eeuw vermeld als een leen van de Hertog van Brabant.
In 1518 kwam het aan François Van Borssele, gehuwd met Cathérine d'Egmont. In 1523 aan Floris d'Egmont die graaf was van Buren. In 1558 kreeg erfgenaam Willem van Oranje het in bezit, maar weldra werd het door de Spaanse overheid in beslag genomen.
In de 16e en 17e eeuw was er sprake van een pachthoeve en een herenhuis, terwijl in 1741 ook een poortgebouw werd opgericht. In 1772 was het goed eigendom van de familie de Robiano en zo kwam het kasteel, dat oorspronkelijk het hof over 't water heette, aan zijn huidige naam.
Via huwelijk kwam het in 1855 aan de familie de Stolberg-Wernigerode.
In 1896-1899 werd het oude complex opgenomen in een nieuwgebouwd kasteel naar ontwerp van Emile Coulon.
In 1918 werd de -uit Duitsland afkomstige- familie de Stolberg-Wernigerode het land uitgezet. Het kasteel kwam aan de Belgische staat en werd een militair domein. Dit richtte veel schade aan. In 1926 echter werd het beslag opgeheven, maar de oorspronkelijke eigenaars keerden niet terug. Een deel van het domein kwam aan de parochie en een ander deel werd openbaar verkocht. Het kasteel kwam in bezit van graaf De Hemricourt de Grunne. Deze stelde het ter beschikking van een katholieke instelling die er een kinderkolonie vestigde. In 1952 werd het goed aan een dergelijke instelling verkocht.
Problemen ontstonden toen het Nationaal Werk voor Kinderwelzijn werd gesplitst in een Nederlands- en een Franstalig deel. Het domein was nu te groot en in 1994 werd het verkocht en het kasteel kreeg een kantoorfunctie.

## Gebouw
Het betreft een bakstenen kasteel in eclectische stijl, waaraan een neoromaanse kapel was verbonden. De oudere gedeelten, namelijk de hoeve en het herenhuis, zijn nog herkenbaar en zijn 17e-eeuws of ouder.
Het park omvat nog een drietal vijvers en wordt in het westen begrensd door een holle weg, de Wolvenweg genaamd.